# Drosera cuneifolia
Drosera cuneifolia es una pequeña especie de planta carnívora originaria del Cabo de Buena Esperanza en Sudáfrica.

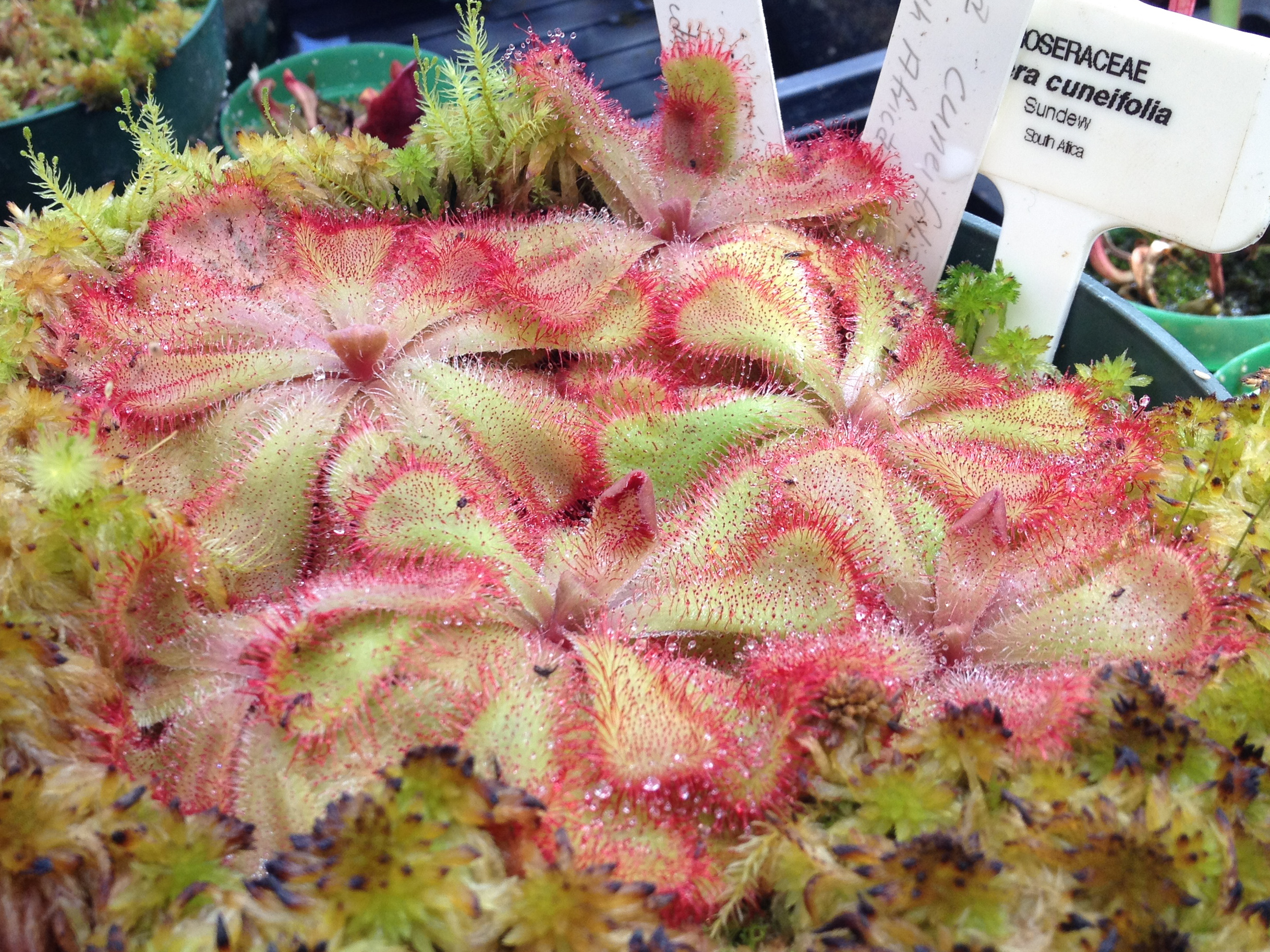
Vista de la planta

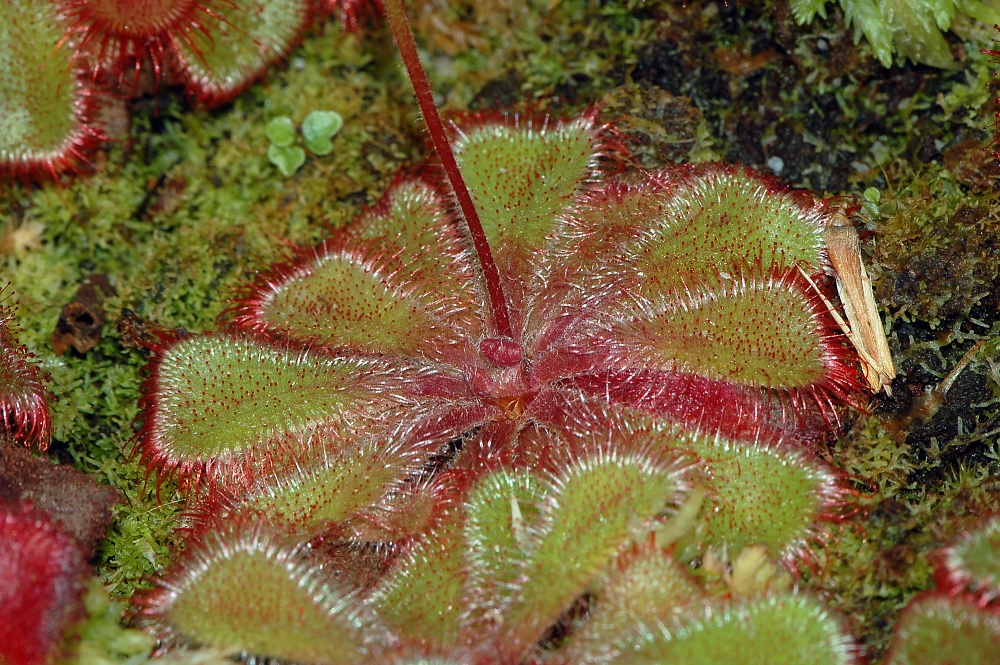
Vista de la planta

## Descripción
D. cuneifolia produce amplias hojas carnívoras, algo verdes de hasta 7 cm  de largo. D. cuneifolia puede alcanzar un tamaño de hasta 3 cm  de altura sin la inflorescencia y 15 cm de ancho. A principios de invierno, D. cuneifolia produce múltiples (hasta 20), pequeñas flores de color rosa a rojo-púrpura que pueden medir hasta 15 cm  de altura. Las flores se abren de forma individual por la mañana y cierran a media tarde, sólo tienen un día de duración. Las flores se auto-polinizan al cierre. Las semillas son muy pequeñas, negras, en forma de huso, y se liberan de las cápsulas que se forman cuando la flor ha muerto.

## Taxonomía
Drosera cuneifolia fue descrita por Carlos Linneo el Joven y publicado en Supplementum Plantarum 188. 1781[1782].
Etimología
Drosera: tanto su nombre científico –derivado del griego δρόσος [drosos]: "rocío, gotas de rocío"– como el nombre vulgar –rocío del sol, que deriva del latín ros solis: "rocío del sol"– hacen referencia a las brillantes gotas de mucílago que aparecen en el extremo de cada hoja, y que recuerdan al rocío de la mañana.
cuneifolia: epíteto latino que significa "hoja en forma de cuña".